# Capesize
Capesize (ang. cape pomeni rt) so transportne ladje, ki so prevelike za prečkanje Sueškega ali Panamskega prekopaZato morajo pluti okoli rta Dobrega upanja (Afrika) ali rta Horn (Južna Amerika). 
Leta 2009 so Sueški prekop poglobili in tako so je spremenila kategorija. Prav tako povečujejo Panamski prekop.
Capesize ladje imajo nosilnost tipično nad 150 000 ton. Večina teh ladij je za razsuti tovor, lahko pa so tudi tankerji. Termin "Capesize" se večinoma uporablja za ladje na razsuti tovor..
Podoben termin je "capsizing", ki pomeni prevrnitev ladje.